# اولسبرگ
اولسبرگ (به آلمانی: Oelsberg) یک شهر در آلمان است که در Verbandsgemeinde Nastätten واقع شده‌است. اولسبرگ ۵۴۵ نفر جمعیت دارد.

## خواهرخوانده
شهر Westhausen خواهرخواندهٔ اولسبرگ هست.